# Сивожелезов, Иван Владимирович
Иван Владимирович Сивожелезов (12 марта 1985, Джезказган) — казахстанский футболист, вратарь.

## Биография
В детстве помимо футбола занимался баскетболом.
На взрослом уровне начал выступать в 2003 году в резервной команде алматинского «Кайрата» — «Кайрат-2» (в 2004 году команда называлась «Железнодорожник») в первой лиге Казахстана.
В 2005 году перешёл в «Атырау», в котором сыграл дебютный матч спустя год, 26 апреля 2006 года в Кубке Казахстана против «Каспия». 30 апреля дебютировал в Суперлиге страны в игре против «Актобе», заменив на 53-й минуте Александра Григоренко, а всего за сезон сыграл 18 матчей. Затем сменил несколько команд высшего дивизиона — «Восток», «Окжетпес», «Акжайык» и снова «Атырау», но нигде не смог стать основным вратарём.
Всего в высшей лиге Казахстана сыграл 33 матча.
С 2012 года играл в первой лиге за «Восток», «Спартак» (Семей), «Сункар». В 2014 году был в составе «Тобола», игравшего в высшей лиге, но провёл только один матч за резервный состав.
В 2015 году выступал в высшей лиге Кыргызстана за бишкекскую «Алгу».
После возвращения в Казахстан снова играл в первой лиге, а также в любительских соревнованиях. Чемпион и лучший вратарь Восточно-Казахстанской области 2016 года в составе клуба «Востокцветмет».

## Личная жизнь
Женился в ноябре 2015 года, супругу зовут Александра.